# 作絵
作絵（つくりえ）とは平安時代に大和絵を描く際に用いられた技法もしくはその方法で描かれた絵画そのものを指す。
最初に墨線で描かれた下絵に従って画面全体を濃密な顔料を余白なく塗っていき、最後に人物の顔貌や服装・調度の模様などを墨線で補っていく方法である。特に墨線を描く作業は宮中の画所などでも熟練した絵師によって描かれた高度な技法で、墨線を担当する「墨画」と彩色を担当する「淡」（「作絵」「彩色（さいしき）」とも）が別の絵師に担当される場合もあった。鎌倉時代に入ると技法の形式化が進み、作品の質が低下していくことになる。現在でも平安期に描かれた『源氏物語絵巻』などでその技法の成果を確かめることが出来る。